# Wushu tại Đại hội Thể thao Đông Nam Á
 
Wushu đã được đưa vào tranh tài tại Đại hội Thể thao Đông Nam Á vào năm 1991 tại Manila, Philippines, ngoại trừ các năm 1995 và 1999.
Môn thi này bao gồm hai nội dung chính: Taolu (biểu diễn) và Sanda (tán thủ - đối kháng).

## Các kỳ đại hội
| Kỳ đại hội | Năm  | Thành phố chủ nhà              | Đoàn thể thao dẫn đầu |
| ---------- | ---- | ------------------------------ | --------------------- |
| XVI        | 1991 | Manila                         | Philippines           |
| XVII       | 1993 | Singapore                      | Singapore             |
| XIX        | 1997 | Jakarta                        | Indonesia             |
| XXI        | 2001 | Kuala Lumpur                   | Malaysia              |
| XXII       | 2003 | Hà Nội & Thành phố Hồ Chí Minh | Việt Nam              |
| XXIII      | 2005 | Manila                         | Philippines           |
| XXIV       | 2007 | Nakhon Ratchasima              | Việt Nam              |
| XXV        | 2009 | Viêng Chăn                     | Việt Nam              |
| XXVI       | 2011 | Jakarta & Palembang            | Indonesia             |
| XXVII      | 2013 | Naypyidaw                      | Myanmar               |
| XXVIII     | 2015 | Singapore                      | Singapore             |
| XXIX       | 2017 | Kuala Lumpur                   | Malaysia              |
| XXX        | 2019 | Pasay                          | Philippines           |
| XXXI       | 2021 | Hà Nội                         | Việt Nam              |
| XXXII      | 2023 | Phnôm Pênh                     | Indonesia             |

## Bảng huy chương
Từ năm 1997-2023:
| Hạng                | Đoàn                | Vàng | Bạc | Đồng | Tổng số |
| ------------------- | ------------------- | ---- | --- | ---- | ------- |
| 1                   | Việt Nam (VIE)      | 78   | 59  | 55   | 192     |
| 2                   | Philippines (PHI)   | 48   | 34  | 36   | 118     |
| 3                   | Indonesia (INA)     | 42   | 51  | 47   | 140     |
| 4                   | Malaysia (MAS)      | 35   | 31  | 45   | 111     |
| 5                   | Myanmar (MYA)       | 23   | 37  | 47   | 107     |
| 6                   | Singapore (SIN)     | 22   | 23  | 24   | 69      |
| 7                   | Thái Lan (THA)      | 9    | 8   | 35   | 52      |
| 8                   | Lào (LAO)           | 6    | 8   | 23   | 37      |
| 9                   | Brunei (BRU)        | 5    | 5   | 9    | 19      |
| 10                  | Campuchia (CAM)     | 1    | 3   | 12   | 16      |
| Tổng số (10 đơn vị) | Tổng số (10 đơn vị) | 269  | 259 | 333  | 861     |

## Thống kê

### Vận động viên đạt nhiều huy chương vàng nhất
| Hạng | Vận động viên     | Quốc hội    | Từ năm | Đến năm | Vàng | Bạc | Đồng | Tổng cộng |
| ---- | ----------------- | ----------- | ------ | ------- | ---- | --- | ---- | --------- |
| 1    | Dương Thúy Vi     | Việt Nam    | 2013   |         | 7    | 2   | 3    | 12        |
| 2    | Nguyễn Thúy Hiền  | Việt Nam    | 1997   | 2003    | 7    | 1   | -    | 8         |
| 3    | Willy Wang        | Philippines | 2001   | 2007    | 6    | 1   | 1    | 8         |
| 4    | Agatha Wong       | Philippines | 2017   | 2023    | 5    | 2   | -    | 7         |
| 5    | Jennifer Yeo      | Philippines | 1991   | 1993    | 5    | 1   | -    | 6         |
| 5    | Lindswell Kwok    | Indonesia   | 2009   | 2017    | 5    | 1   | -    | 6         |
| 7    | Phạm Quốc Khánh   | Việt Nam    | 2007   | 2021    | 4    | 6   | 2    | 12        |
| 8    | Achmad Hulaefi    | Indonesia   | 2011   | 2017    | 4    | 3   | 1    | 8         |
| 9    | Nguyễn Thị Mỹ Đức | Việt Nam    | 2001   | 2005    | 4    | 2   | 1    | 7         |
| 10   | Diana Bong        | Malaysia    | 2009   | 2017    | 4    | -   | 2    | 6         |

### Vận đông viên đạt nhiều huy chương nhất
| Hạng | Vận động viên    | Quốc gia    | Từ năm | Đến năm | Vàng | Vàng | Bạc | Tổng cộng |
| ---- | ---------------- | ----------- | ------ | ------- | ---- | ---- | --- | --------- |
| 1    | Dương Thúy Vi    | Việt Nam    | 2013   |         | 7    | 2    | 3   | 12        |
| 2    | Phạm Quốc Khánh  | Việt Nam    | 2007   | 2021    | 4    | 6    | 2   | 12        |
| 3    | Susyana Tjhan    | Indonesia   | 2001   | 2011    | 3    | 4    | 2   | 9         |
| 4    | Nguyễn Thúy Hiền | Việt Nam    | 1997   | 2003    | 7    | 1    | -   | 8         |
| 5    | Willy Wang       | Philippines | 2001   | 2007    | 6    | 1    | 1   | 8         |
| 6    | Achmad Hulaefi   | Indonesia   | 2011   | 2017    | 4    | 3    | 1   | 8         |